# Matías Carrillo
Matías Carrillo García (24 de febrero de 1963, Los Mochis, Sinaloa) es un beisbolista profesional. Jugó tres temporadas en Grandes Ligas, en 1991 con los Cerveceros de Milwaukee y con los Marlins de Florida en las temporadas de 1993 y 1994. Carrillo también estuvo 22 temporadas en la Liga Mexicana y 27 en la Liga Mexicana del Pacífico. Jugó como jardinero y operó como manejador de béisbol profesional mexicano. Miembro del Salón dela Fama del béisbol Mexicano.

## Inicios de su Carrera profesional
Carrillo, conocido como “El Coyote”, hizo su debut profesional con los Petroleros de Poza Rica en 1982, ganando el premio al Novato del Año. Debutó para los Ostioneros de Guaymas en la temporada 1982-83 de la Liga Mexicana del Pacífico jugando.En 1984, Carrillo fue fichado por los Tigres Capitalinos.

## Estados Unidos
Estuvo tres temporadas con los Denver Zephyrs, e hizo su debut en la MLB el 23 de mayo de 1991, jugando para los Cerveceros de Milwaukee. En 1993, Carrillo fue contratado por los Florida Marlins y jugó su último partido de la MLB el 10 de agosto de 1994.

## De nuevo en México
En 1995, Carrillo regresó a la Liga Mexicana, donde jugó para los Tigres hasta su retiro en 2009. También jugó béisbol de invierno en la Liga Mexicana del Pacífico para los Cañeros de Los Mochis. Se retiró como jugador el 26 de julio de 2009.

## Manejador
De 2009 a 2013, Carrillo dirigió a los Tigres de Quintana Roo de la Liga Mexicana de Béisbol, ganando el Premio al Mánager del Año en 2011. En julio de 2013 se incorporó como manejador de Leones de Yucatán.
El 11 de mayo de 2015 Carillo asumió como manejador de los Pericos de Puebla; En junio de 2016 fue reemplazado por Cory Snyder.
El 31 de mayo de 2022 fue designado como gerente de los Acereros de Monclova, en sustitución de Mickey Callaway.
Fue nombrado entrenador de El Águila de Veracruz para la temporada 2023. Sin embargo, fue despedido el 23 de junio de 2023, después de un inicio perdedor de temporada con 23-28.